# Alphonsus Liguori Penney
Alphonsus Liguori Penney (Saint John's, 17 settembre 1924 – Saint John's, 12 dicembre 2017) è stato un arcivescovo cattolico canadese.

## Biografia
Monsignor Alphonsus Liguori Penney nacque a Saint John's il 17 settembre 1924.

### Formazione e ministero sacerdotale
Il 29 giugno 1949 fu ordinato presbitero per l'arcidiocesi di Saint John's.

### Ministero episcopale
Il 23 novembre 1972 papa Paolo VI lo nominò vescovo di Grand Falls. Ricevette l'ordinazione episcopale il 18 gennaio successivo dall'arcivescovo Guido Del Mestri, pro-nunzio apostolico in Canada, coconsacranti l'arcivescovo metropolita di Saint John's Patrick James Skinner e il vescovo di Antigonish William Edward Power.
Il 28 marzo 1979 papa Giovanni Paolo II lo nominò arcivescovo metropolita di Saint John's. Prese possesso dell'arcidiocesi il 31 maggio successivo.
Nel 1990 venne pubblicato un rapporto, redatto nell'inverno precedente, che era il risultato dell'inchiesta arcidiocesana sugli abusi sessuali su minori commessi da chierici e commissionato da monsignor Penney. Il rapporto rivelò che l'arcivescovo Penney era a conoscenza e non riuscì a impedire l'abuso di bambini nell'arcidiocesi per anni. Nell'arco di un periodo di 2 anni e mezzo, più di 20 sacerdoti e fratelli laici furono accusati o condannati per abusi sessuali su minori. Le loro vittime includevano chierichetti e ragazzi che vivevano all'orfanotrofio dei fratelli cristiani di Mount Cashel. Monsignor Penney annunciò le sue dimissioni il giorno in cui il rapporto invernale venne pubblicato, il 18 luglio 1990. Già dal 1988 venivano invocate le sue dimissioni. Nell'ottobre del 1990 la Santa Sede inviò due rappresentanti - monsignor Roger Ébacher, vescovo di Gatineau-Hull, e il reverendo James Weisgerber, segretario della Conferenza dei vescovi cattolici del Canada - nell'arcidiocesi per indagare. I rappresentanti commentarono che il papa non pensava che il rapporto invernale fosse sufficiente a giustificare le dimissioni dell'arcivescovo Penney. I cattolici dell'arcidiocesi risposero con proteste pubbliche. Il 2 febbraio 1991 papa Giovanni Paolo II accettò la sua rinuncia al governo pastorale dell'arcidiocesi.
Morì pacificamente e circondato dalla sua famiglia presso la St. Patrick's Mercy Home di Saint John's il 12 dicembre 2017 all'età di 93 anni. Le esequie si tennero il 15 dicembre alle ore 11 nella basilica di San Giovanni Battista a Saint John's. È sepolto nella tomba del clero del locale cimitero cattolico del Belvedere.

## Genealogia episcopale e successione apostolica
La genealogia episcopale è:
- Cardinale Scipione Rebiba
- Cardinale Giulio Antonio Santori
- Cardinale Girolamo Bernerio, O.P.
- Arcivescovo Galeazzo Sanvitale
- Cardinale Ludovico Ludovisi
- Cardinale Luigi Caetani
- Cardinale Ulderico Carpegna
- Cardinale Paluzzo Paluzzi Altieri degli Albertoni
- Papa Benedetto XIII
- Papa Benedetto XIV
- Papa Clemente XIII
- Cardinale Bernardino Giraud
- Cardinale Alessandro Mattei
- Cardinale Pietro Francesco Galleffi
- Cardinale Giacomo Filippo Fransoni
- Cardinale Carlo Sacconi
- Cardinale Edward Henry Howard
- Cardinale Mariano Rampolla del Tindaro
- Cardinale Rafael Merry del Val
- Cardinale Arthur Hinsley
- Arcivescovo David Mathew
- Cardinale Laurean Rugambwa
- Cardinale Guido Del Mestri
- Arcivescovo Alphonsus Liguori Penney

La successione apostolica è:
- Vescovo Raymond John Lahey (1986)